# タワーシティ長崎
タワーシティ長崎（タワーシティながさき）は、長崎県長崎市旭町の長崎港に面して建てられている分譲マンション。3棟から成る。

## 概要
旧長崎魚市場移転後の土地利用転換による地域活性化を企図して第1種市街地再開発事業が1997年（平成9年）12月に計画決定され、その中に高層棟を含む分譲マンションの建設が盛り込まれた。2002年（平成14年）11月に着工し、2004年（平成16年）1月にタワーコートとイーストコートが竣工しマンション全体が完工した。

## 事業概要
- 施行者  長崎市旭町地区市街地再開発組合
- 施行期間 2001年（平成13年）2月 ～ 2006年（平成18年）2月
- 事業費 約94億円
- 地区面積 約0.99ha
- 敷地面積 約7,200m2
- 延床面積 約45,000m2
- 規模構造 タワーコート：地上28階（高さ95m）、RC造

## 用途
- 住宅（分譲マンション225戸：タワーコート144戸、イーストコート50戸、ウエストコート31戸）
- 駐車場（424台分）